# Parafia Chrystusa Króla w Hucie Różanieckiej
Parafia Chrystusa Króla w Hucie Różanieckiej – parafia rzymskokatolicka znajdująca się w dekanacie Narol, w diecezji zamojsko-lubaczowskiej. 
Do parafii należą wierni z następujących miejscowości: Banachy, Huta Różaniecka (Maziarnia, Podsigła), Huta Szumy, Korkosze, Paary, Rebizanty

## Historia
Huta Różaniecka należała do parafii w Płazowie. W 1913 roku rozpoczęto budowę kościoła, ale z powodu wybuchu I wojny światowej budowę przerwano. Budowę zakończono po wojnie i kościół oddano do użytku w 1926 roku, jako kaplicę dojazdową. W 1943 roku dobudowano zakrystię. Od 1945 roku na prośbę mieszkańców na został skierowany ks. Jan Jędrzejowski. W 1957 roku dobudowano przedsionek. 
W 1970 roku została erygowana parafia w Hucie Różanieckiej pw. Chrystusa Króla. W 1995 roku do parafii przydzielono Paary i Kocudzę. Do parafii należy 1140 wiernych. 
Proboszczowie parafii.
- 1945–1995 ks. Jan Jędrzejowski[2]
- 1995–2000 ks. Stefan Kuk
- 2000–2007 ks. Mieczysław Startek
- 2007–2011 ks. Mirosław Sawka
- 2011–2016 ks. Marek Barszczowski
- 2016 – nadal ks. Piotr Lizakowski

Kościół filialny w Paarach
W 1957 roku na miejscu egzekucji wojennej zbudowano drewnianą kapliczkę, którą w 1970 roku rozbudowano i przekształcono na kościół filialny pw. Świętych Apostołów Piotra i Pawła. W 1982 roku ukończono budowę murowanego kościoła.